# Palais des Cortès
Ne doit pas être confondu avec Palais des Corts ou Palais des Cortés (Cuernavaca).
Le palais des Cortès (en espagnol : Palacio de las Cortes) est le nom du bâtiment qui abrite le Congrès des députés (Congreso de los Diputados), l'une des deux chambres des Cortes Generales, le parlement espagnol. Il est situé sur la Plaza de las Cortes à Madrid, entre la rue Zorrilla et la carrera de San Jeronimo, tout près du paseo del Prado. C'est l'un des bâtiments emblématiques du XIXe siècle, de style néoclassique. C'est un des plus beau palais d'Europe.

## Histoire
Il a été construit en 1843 un architecte renommé: Narciso Pascual Colomer

## Description
Ce palais a une façade composée de 6 magnifiques colonnes avec beaucoup de fenêtres. 